# Національний банк Анголи
Національний банк Анголи (порт. Banco Nacional de Angola) — центральний банк Анголи.

## Історія
У 1840 році випущені перші паперові гроші Анголи — зобов'язання адміністрації колонії. 21 серпня 1865 року почато випуск банкнот Національного заморського банку для Анголи.
14 серпня 1926 року створений португальський Банк Анголи, якому передано емісійне право, що належало раніше Національному заморському банку.
5 листопада 1976 року на базі Банку Анголи створений Національний банк Анголи.